# صدرالدین آقاخان
صدرالدین آقا خان (۱۷ ژانویهٔ ۱۹۳۳ – ۱۲ مهٔ ۲۰۰۳) یک سیاست‌مدار، و دیپلمات بود. او فرزند آقا خان سوم، رهبر اسماعیلیه و آندره آقاخان بود.
صدرالدین از سال ۱۹۶۶ تا ۱۹۷۷م (۱۳۴۵ تا ۱۳۵۶) رهبری کمیساریای عالی سازمان ملل برای پناهندگان را به عهده داشت و در همین زمان بود که برنامه‌های این کمیساری از سطح اروپا فراتر رفته و کشورهای آسیا و آفریقا را زیر پوشش قرار داد و چندین بحران بزرگ مهاجرت و بشری را مدیریت کرد. او برندهٔ جوایزی همچون جایزه سازمان ملل متحد در زمینه حقوق بشر و جایزه آزادی شد. کوفی عنان در کتاب خاطرات خود از خدمات وی به نیکی یاد کرده‌است.  
صدرالدین دو بار نامزد دبیرکل سازمان ملل متحد بود. در سال ۱۹۸۱ با وجود آوردن رای کافی با مخالفت و وتوی روسیه رو برو شد و در سال ۱۹۹۱ امریکا و بریتانیا با برنامه‌های صدرالدین در مورد عراق و خاورمیانه مخالفت کردند. 

## فعالیت
از صدرالدین آقاخان به عنوان یکی از رهبران ارشد و جوان‌ترین رهبر سازمان ملل متحد یاد می‌شود. او در کشورهای مختلف کار کرده‌است که به گفته خودش صبح در شرق و شام در غرب بود. او مسئولیت هماهنگی کمک های بشردوستانه سازمان ملل متحد در افغانستان را به عهده داشت. اقاخان پس از جنگ خلیج فارس برای رسیدگی به وضعیت حقوق بشری شیعیان عراق به عنوان نماینده ویژه سرمنشی سازمان ملل متحد به عراق سفر کرد.  او بایدموافقت رژیم عراق را با برنامه امداد برای ده‌ها هزار مسلمان شیعه جلب می‌کرد که در شرایط بدتر در باتلاق‌های جنوب عراق به دام افتاده بودند. علیرغم سوء ظن عمیق صدام حسین به سازمان ملل، صدرالدین توانست پس از صحبت‌های جدی با طارق عزیز، برای اولین بار در مورد حضور سازمان ملل متحد در منطقه مذاکره کند. این مأموریت آقاخان در تاریخ دیپلماسی سازمان ملل متحد به عنوان مأموریت دشوار معروف است.
صدرالدین آقاخان در بخش از فعالیت‌های بین‌المللی خود برای حمایت از صلح در جهان به عنوان نماینده خاص سرمنشی سازمان ملل در خاورمیانه فعالیت داشته‌ است.

### توجه به میراث‌های فرهنگی
موزیم آقاخان در کانادا بخشی از آثاری است که صدر الدین در جمع‌آوری و حفظ آنها نقش فعالی داشته‌است. او همچنان از نخستین شخصیت‌های بین‌المللی بود که بحث تغیر اقلیمی را به جدیت مطرح و برای آن دادخواهی می‌کرد و نهادی را برای دادخواهی و آگاهی دهی تاسیس کرد.

## زندگی‌نامه
کتاب زندگی نامه صدرالدین آقاخان از سوی انتشارات بوک گویلد به نویسندگی دیانا میسریز در سال ۲۰۱۸ به زبان های انگلیسی و فرانسوی چاپ شده است. این کتاب بیشتر فعالیت های بین المللی صدرالدین را بازتاب میدهد و از سوی اداره پناهنده گان ملل متحد معرفی شده است. گلاب الدین سخنور مترجم خاطرات آقاخان سوم،‌ این کتاب را به فارسی ترجمه کرده و در سال ۲۰۲۵ چاپ می‌شود.

### خردسالی و تحصیلات
صدرالدین آقاخان در نوی-سور-سن فرانسه به دنیا آمد. او فرزند آقا خان سوم و همسر دومش آندره جوزفین کارن بود. به شعر و ادبیات فارسی علاقمند بود. حفظ فرهنگ ایرانی- اسلامی در محور توجه‌هایش بود. او تحصیلات ابتدایی خود را در لوزان سوییس گذراند و سپس در سال ۱۹۵۴ میلادی، از کالج هاروارد مدرکش را اخذ کرد.